# دانشگاه ایالتی کالیفرنیا در سن برناردینو
دانشگاه ایالتی کالیفرنیا در سن برناردینو (به انگلیسی: California State University, San Bernardino) که در سال ۱۹۶۵ در «سن برناردینو» کالیفرنیا تأسیس گردیده است یکی از مجموعه مراکز آموزشی دولتی ایالت کالیفرنیا می‌باشد و همچنین بزرگترین دانشگاه در «سن برناردینو» محسوب می‌گردد. سالانه بیش از ۱۶۰۰۰ دانشجو جدید در این دانشگاه مشغول تحصیل می‌شوند.